# 圣热姆当迪涅
圣热姆当迪涅（法語：Sainte-Gemmes-d'Andigné，發音：[sɛ̃t ʒɛm dɑ̃diɲe] ⓘ，意为“昂迪涅的圣热姆”）是法国曼恩-卢瓦尔省的一个旧市镇，属于瑟格雷区。2016年12月15日，圣热姆当迪涅与邻近的14个市镇合并为新市镇蓝色安茹地区瑟格雷，成为了蓝色安茹地区瑟格雷的委派市镇。

## 地理
圣热姆当迪涅（47°40'29"N, 0°53'5"W）面积25.34 平方千米，位于法国卢瓦尔河地区大区曼恩-卢瓦尔省，该省份为法国西部内陆省份，大致对应安茹地区，北起顺时针与马耶讷省、萨尔特省、安德尔-卢瓦尔省、维埃纳省、德塞夫勒省、旺代省、大西洋卢瓦尔省和伊勒-维莱讷省接壤。
与圣热姆当迪涅接壤的市镇（或旧市镇、城区）包括：伊雷堡、乌东河畔拉沙佩勒、阿尔戈斯河畔沙泽、卢瓦雷、马朗、尼瓦索、瑟格雷。
圣热姆当迪涅的时区为UTC+01:00、UTC+02:00（夏令时）。

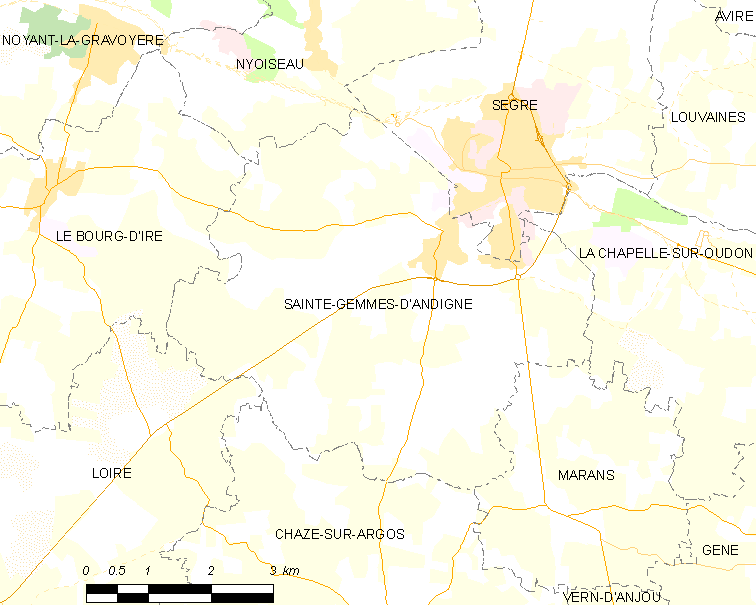
圣热姆当迪涅的OSM定位图

## 行政
圣热姆当迪涅的邮政编码为49500，INSEE市镇编码为49277。

## 政治
圣热姆当迪涅所属的省级选区为蓝色安茹地区瑟格雷县。

## 人口

1962-2008年间圣热姆当迪涅人口变化图示

圣热姆当迪涅于2018年1月1日时的人口数量为1443人。